# Lê Quang Tuấn
 Lê Quang Tuấn tức  Nguyễn Đức Phùng (1 tháng 10 năm 1923 – 13 tháng 4 năm 2015) là một nhà cách mạng, chính khách Việt Nam. Ông nguyên là Bí thư Tỉnh ủy Hà Nam, Bí thư Tỉnh ủy Hà Bắc, Thứ trưởng Bộ Nông nghiệp, Phó Trưởng ban Thi đua Trung ương kiêm Viện trưởng Viện Huân chương (nay là Ban Thi đua – Khen thưởng Trung ương).

## Tiểu sử
Lê Quang Tuấn tức Nguyễn Đức Phùng, sinh ngày 1 tháng 10 năm 1923 tại phường Đình Bảng, thành phố Từ Sơn, tỉnh Bắc Ninh trong một gia đình nhà nông yêu nước. Từ nhỏ ông đã được giác ngộ cách mạng, là Bí thư thanh niên phản đế xã Đình Bảng, Ủy viên Ban chấp hành thanh niên phản đế huyện Từ Sơn từ tháng 2/1940 – 2/1942.
Từ tháng 2/1942 đến tháng 11/1944, ông bị giặc bắt, giam giữ ở nhà tù Bắc Ninh và đã vượt ngục cùng với Văn Tiến Dũng.
Sau ngày Cách mạng tháng Tám thành công, ông đã đảm nhiệm nhiều trọng trách, là Khu ủy viên Ban Chấp hành Đảng bộ Liên khu 3, Phó Chủ tịch Ủy ban nhân dân lâm thời cách mạng tỉnh Hà Nam, Phó Chủ tịch Ủy ban hành chính tỉnh Hà Nam, Phó Bí thư Tỉnh ủy Nam Định, Phó Bí thư liên Tỉnh ủy Hải Kiến, Giám đốc Công an Liên khu 3, Phó trưởng Ban Công tác nông thôn Trung ương, Thứ trưởng Bộ Nông nghiệp, Phó trưởng Ban Nông nghiệp Trung ương, Bí thư Tỉnh ủy Hà Nam, Bí thư Tỉnh ủy Hà Bắc.
Theo sự phân công của Trung ương Đảng, tháng 1/1979, ông được điều động giữ chức Phó Trưởng ban Thi đua Trung ương, kiêm Viện trưởng Viện Huân chương (nay là Ban Thi đua – Khen thưởng Trung ương).
Năm 1985, ông nghỉ hưu theo chế độ.
Ông mất ngày 13/4/2015 (tức ngày 25 tháng 2 âm lịch), hưởng thọ 93 tuổi.

## Khen thưởng
Ông Lê Quang Tuấn là cán bộ lão thành cách mạng, được tặng thưởng Huân chương Độc lập hạng Nhất và Huân chương Hồ Chí Minh.